# Chinh phụ ngâm
Chinh phụ ngâm, ou Plaintes d'une femme dont le mari est parti pour la guerre, est un poème de Đặng Trần Côn, écrit en chinois classique, au xviiie siècle.
La poétesse Đoàn Thị Điểm en a donné une traduction en chữ nôm. Cette version est l'un des sommets de la poésie en langue nôm.

## Traduction
- Hoang-Xuan-Nhi (vi), Plaintes d'une chinh-phou, femme dont le mari part pour la guerre, et autres poèmes, Stock, 1943